# Saint-François (Guadalupe)
Saint-François é uma comuna francesa na região administrativa de Guadeloupe, no departamento de Guadeloupe. Estende-se por uma área de 60 km², com 10 674 habitantes, segundo os censos de 1999, com uma densidade de 178 hab/km².